# Ignaz Klug
Ignaz Klug (* 31. Juli 1877 in Keilberg; † 3. Januar 1929 in Passau) war ein katholischer Theologe und Romanautor. 

## Leben und Werk
Klug studierte Philosophie an der Universität Würzburg, trat 1897 in ein Priesterseminar ein und wurde drei Jahre später zum Priester geweiht. 1906 promovierte er im Fach Theologie. 
1916 wurde er als a.o. Professor für Moraltheologie und christliche Gesellschaftslehre an die Philosophisch-Theologische Hochschule Passau berufen. 1924 wurde er zum ordentlichen Hochschulprofessor befördert. 
Neben seinen theologischen und religionspädagogischen Schriften veröffentlichte er einen Roman und mehrere Biografien von Heiligen der katholischen Kirche.